# 歐陽湘
歐陽湘（葡萄牙語：Ao Ieong Seong，1984年—），澳門官員，現任廉政公署廉政專員。畢業於澳門大學法學院，具豐富法律及反貪實務經驗，曾任檢察官及廉政公署助理專員。

## 經歷
歐陽湘於2006年獲澳門大學法學學士學位後，加入廉政公署擔任調查員，負責初步案件調查及資料收集，開始從事反貪與廉政工作。2007年至2011年，她轉往澳門大學法學院擔任高級導師，參與刑法、訴訟法等課程的授課與研究，並積極推動校內法律實習計劃。
2011年至2013年間，歐陽湘接受司法官訓練，期間曾在澳門檢察院及法院累積案件審理經驗。2013年完成訓練後，正式出任澳門檢察院檢察官，負責偵辦刑事案件、起訴程序以及與執法機構合作進行調查，期間多次參與大型跨部門聯合調查行動。
2019年12月，歐陽湘被任命為廉政公署助理專員兼反貪局局長，領導調查團隊處理重大貪污、濫權及不當利益案件，同時協調國際反貪合作，包括與香港廉政公署、新加坡貪污調查局等機構建立合作聯繫，加強跨境貪污追查及經驗交流。
2024年12月20日，歐陽湘正式接任廉政公署廉政專員，成為澳門歷來首位女性廉政專員，全面負責統籌廉署業務，推動廉政教育、制度完善及公職人員誠信文化建設。上任後，她表示將持續完善貪污舉報機制，保障市民權益，並促進粵港澳地區廉政合作，維護澳門營商環境的公平與公正。

## 事件
- 2025年3月，歐陽湘首次以廉政專員身份到訪香港廉政公署，與專員胡英明會面，就加強跨境貪污調查合作、推動廉政教育及舉報人保護等議題進行交流。[4]

- 2025年3月，歐陽湘與新加坡貪污調查局局長鄭忠輝會晤，雙方簽署合作備忘錄，就資料互通、經驗分享等建立合作機制。[5]

- 2025年5月，廉政公署宣佈更新舉報平台，包括提升匿名舉報保護措施、增加案件進度查詢功能，以及明確誣告行為的法律責任。[6]

- 2025年4月，歐陽湘發表2024年度廉政署工作報告，公佈多宗涉及公共工程招標、醫療採購等領域的貪污案件，部分個案涉案金額達5000萬澳門元以上。[6]